# Fàbrica Solé Fabra
La Fàbrica Solé Fabra és una obra eclèctica de Cabrils (Maresme) inclosa a l'Inventari del Patrimoni Arquitectònic de Catalunya.

## Descripció
Construcció d'una sola nau amb finestres en forma d'arc de grans dimensions a ambdós pisos. Mirant el sud, la façana de la nau es molt característica dels magatzems i construccions de l'època.

## Història
La seva construcció s'inicià el 1884 davant la fàbrica Jorba-Martín al carrer del Torrent Roig. Els darrers propietaris foren una família d'industrials de Terrassa. Actualment es troba en procés de remodelació, ja que ha estat adquirida per l'Ajuntament per a la instal·lació d'un Centre Cívic i Social.
Actualment és la seu de la Biblioteca de Cabrils, i del Centre Cívic La Fàbrica.